# Óscar de la Cinna

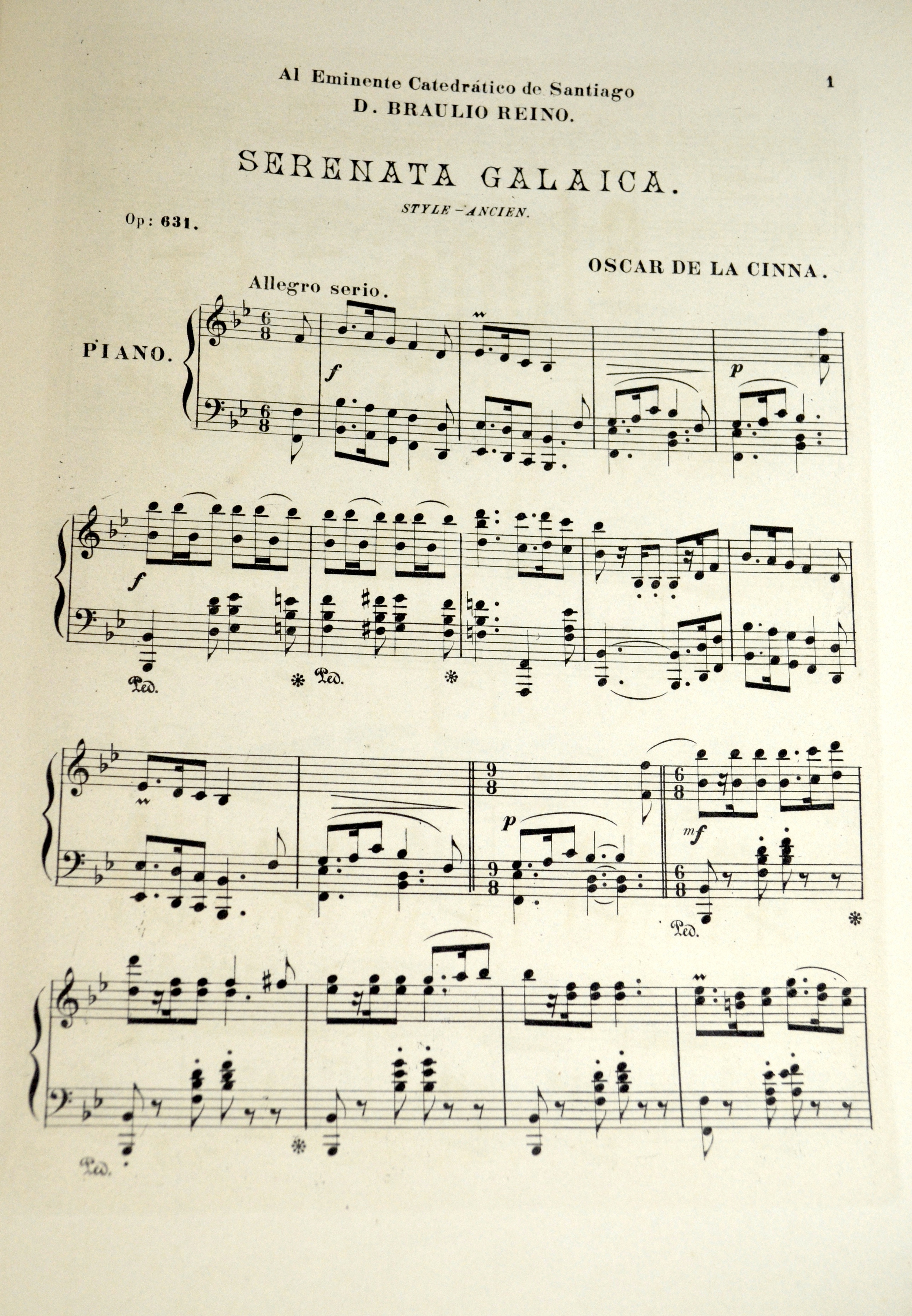

Oscár de la Cinna, barón de la Cinna y conde de Marcks (Budapest 1836 - Jerez de la Frontera, 1906),  es un pianista y compositor de origen húngaro, afincado en España.

De la escuela romántica de Budapest, estudió con el pianista Karl Czerny y fue condiscípulo de Franz Liszt.  Su fama de virtuoso le llevó a realizar numerosas giras en Europa y América. 
En la gira realizada por España cosecha también grandes triunfos (al igual que en los teatros extranjeros), cuyos triunfos en el Teatro Real de Madrid ocupan la prensa de toda la península.
El jueves 14 de febrero de 1856 ofrecerá un Gran Concierto en el Teatro Principal de Valencia, tocando "Canciones nacionales húngaras" para piano solo además de "Larghetto, marcia y presto" y "Allegro, andante y finale vivace" para piano y orquesta.

En 1866 llegó a Mallorca después de haber residido en Francia, Inglaterra y Portugal, interpretando diversos conciertos en Palma. Al año siguiente se casó con la mallorquina Cecilia Esteva. El matrimonio residió en diversos lugares de Alemania, así como en Madrid y Palma. Posteriormente, el músico se estableció en Sevilla.

Entre las obras de su extensa producción, casi enteramente para piano, se cuentan frívolas piezas de salón pero también piezas de concierto que exigen un considerable virtuosismo del intérprete. Cabe destacar, la "Malagueña-jaleada", op. 183, bis, dedicada a Camille Saint-Saëns; y la "Estudiantina", núm. 5, op. 287, dedicada a Antonio Cánovas del Castillo; ambas obras publicadas por Zozaya.

## Obras
- Album des 6 pensées poétiques
- Brisas de España, op. 690
- Chanson andalouse, op. 348
- Chant styrien, op. 66
- Estudiantina no. 5, op. 287
- Fiesta aragonesa, op. 184
- Le fou, op. 81
- In Vino Veritas, op. 159
- Malagueña, op. 369
- Malagueña-jaleada, op. 183bis
- Morceaux de salon, op. 405, op. 491, op. 547, op. 546
- Murmures d'amour, op. 125
- Perla andaluza, no. 21, op. 424
- Pompa di fiesta, op. 56
- 3 scènes guerrières mauresques, op. 109, op. 110, op. 111
- Sous les palmiers, op. 667
- Tableaux basques, op. 57